# Estrada de Chão
João Bosco & Vinícius e Seus Ídolos - Estrada de Chão é um álbum de estúdio da dupla sertaneja brasileira João Bosco & Vinícius. Lançado no dia 19 de maio de 2015 pela Universal Music, o disco foi produzido por Dudu Borges, César Augusto e Ed Junior. A direção geral ficou por conta de João Bosco, Vinícius e Euler Coelho. Responsável pelo projeto gráfico Jorge Zen, fotografia de Gustavo H. O álbum contém 16 faixas, entre elas a inédita "Amiga Linda", primeiro single do álbum que ficou como faixa bônus. O álbum teve mais de 40 mil cópias vendidas e foi certificado com disco de ouro.

## Antecedentes e gravação
O repertório de Estrada de Chão segue a pegada dos shows de início de carreira. Entretanto, traz 13 participações mais que especiais que qualificam ainda mais o disco. Foram três anos de produção do novo CD que reúne grandes clássicos da música sertaneja. São clássicos que a dupla tocava em barzinhos no início de carreira, após serem proibidos de participares dos festivais de Coxim (RS) e região, por ocasião dos vários prêmios que já haviam conquistado precocemente.
A dupla revelou que Chitãozinho e Xororó e Zezé Di Camargo foram os principais apoiadores do projeto, que toparam participar no mesmo em que foram convidados. "O apoio destes dois nomes consagrados da música sertaneja nos deixou mais seguro em dar andamento ao projeto, que desde o início pretendia reunir os interpretes originais das canções regravadas." revelou Vinícius.

## Lista de faixas
| N.º | Título                                                   | Duração |  |
| 1.  | "Tempo Ao Tempo"                                         | 2:55    |  |
| 2.  | "Me Leva Pra Casa" (part. Zezé Di Camargo & Luciano)     | 3:09    |  |
| 3.  | "Será Que Eu Sou" (part. Chitãozinho & Xororó)           | 4:06    |  |
| 4.  | "Estrada de Chão" (part. Sérgio Reis)                    | 3:55    |  |
| 5.  | "Vida Pelo Avesso" (part. Bruno & Marrone)               | 3:42    |  |
| 6.  | "Ponto de Chegada" (part. Matogrosso & Mathias)          | 3:12    |  |
| 7.  | "Você É Tudo Que Pedi Pra Deus" (part. Cezar & Paulinho) | 3:45    |  |
| 8.  | "Trem Bão" (part. Rionegro & Solimões)                   | 3:14    |  |
| 9.  | "Em Algum Lugar do Passado" (part. Chico Rey & Paraná)   | 3:47    |  |
| 10. | "Esperando Você Chegar" (part. Roberta Miranda)          | 3:45    |  |
| 11. | "Hoje Não É Nosso Dia" (part. Felipe & Falcão)           | 3:38    |  |
| 12. | "As Paredes Azuis" (part. Marciano)                      | 3:16    |  |
| 13. | "A Rotina (Fim de Semana)" (part. Leonardo)              | 3:32    |  |
| 14. | "Liguei Pra Dizer Que Te Amo" (part. Alan & Aladim)      | 3:02    |  |
| 15. | "Morena Linda de Mato Grosso"                            | 3:17    |  |
| 16. | "Amiga Linda"                                            | 2:46    |  |